# Loic Chetout
Loic Chetout (Chambéry, 23 de septiembre de 1992), también escrito Loïc Chetout, es un exciclista francés.
Creció en Bayona, territorio histórico vascofrancés de Labort (Pirineos Atlánticos).
En noviembre de 2019 anunció su retirada como ciclista profesional a los 27 años de edad tras no recibir ofertas para continuar compitiendo.

## Biografía

### Destacada progesión como amateur
Como juvenil corrió con el Aviron Bayonnais y la Selección de Pirineos Atlánticos ganando, entre otras carreras, la Vuelta a Guipúzcoa. Debido a sus buenos resultados se incorporó al equipo de formación de la Fundación Euskadi, el Naturgas Energía, en 2011.
Su eclosión definitiva llegó en el 2013 logrando 5 victorias, destacando la lograda en una etapa de la Vuelta al Bidasoa.
En 2014 siguió cosechando victorias amateurs, ya con su nuevo equipo el GSC Blagnac-Velo Sport 31, destacando las cosechadas en la general del Essor Basque y de la Vuelta al Bidasoa. Además, en su nuevo equipo a lo largo del año 2014 consiguió disputar alguna prueba profesional sin limitación de edad de categoría 2.2 (última categoría del profesionalismo) -con el Naturgas Energía solo corrió la prueba profesional de Vuelta a la Comunidad de Madrid sub-23 en dos ocasiones- incluso logrando una victoria de etapa en la prueba profesional de la Ronde d'Isard. Además, también comenzó a disputar otras pruebas profesionales con la Selección de Francia.

### 2013: fallido debut como profesional
Debido a sus buenos resultados a finales del 2013 fue incorporado al primer equipo de la Fundación Euskadi, el Euskadi, como stagiaire (aprendiz a prueba) para disputar el Tour de Guevaudan junto a Víctor Etxeberria. Posibilitando así que el equipo pudiese correr dos pruebas a la vez, este Tour de Guevaudan y el Tour de China II. Sin embargo, una caída de última hora le impidieron debutar como profesional teniendo que salir el equipo con un corredor menos tras su baja.
Debido a la incertidumbre sobre si el Euskadi iba a continuar como equipo profesional en octubre Chetout firmó por el equipo amateur francés del GSC Blagnac-Velo Sport 31 junto a otros corredores del Naturgas como Karl Baudron y Bernat Font.

### 2014: debut profesional en el Cofidis
Debido a sus buenos resultados en 2014 consiguió otro nuevo contrato como stagiaire en el equipo profesional del Cofidis, Solutions Crédits a partir de agosto debutando en la Polynormande.

## Palmarés
2014
- 1 etapa de la Ronde d'Isard

## Resultados en Grandes Vueltas
| Carrera | Carrera         | 2015 | 2016  | 2017 | 2018  | 2019 |
| ------- | --------------- | ---- | ----- | ---- | ----- | ---- |
|         | Giro de Italia  | —    | —     | —    | —     | —    |
|         | Tour de Francia | —    | —     | —    | —     | —    |
|         | Vuelta a España | —    | 138.º | —    | 144.º | —    |

—: no participa

Ab.: abandono

## Equipos
- Euskadi (2013)[13]
- Cofidis, Solutions Crédits (2014[13]-2019)